# Détachement Kawaguchi
Le détachement Kawaguchi est une unité de l’armée impériale japonaise durant la Seconde Guerre mondiale commandée par Kiyotake Kawaguchi.